# Ectophasia obscuripennis
Ectophasia obscuripennis là một loài ruồi trong họ Tachinidae.